# 波馬加尼翁山
46°34′18″N 12°08′36″E / 46.57167°N 12.14333°E

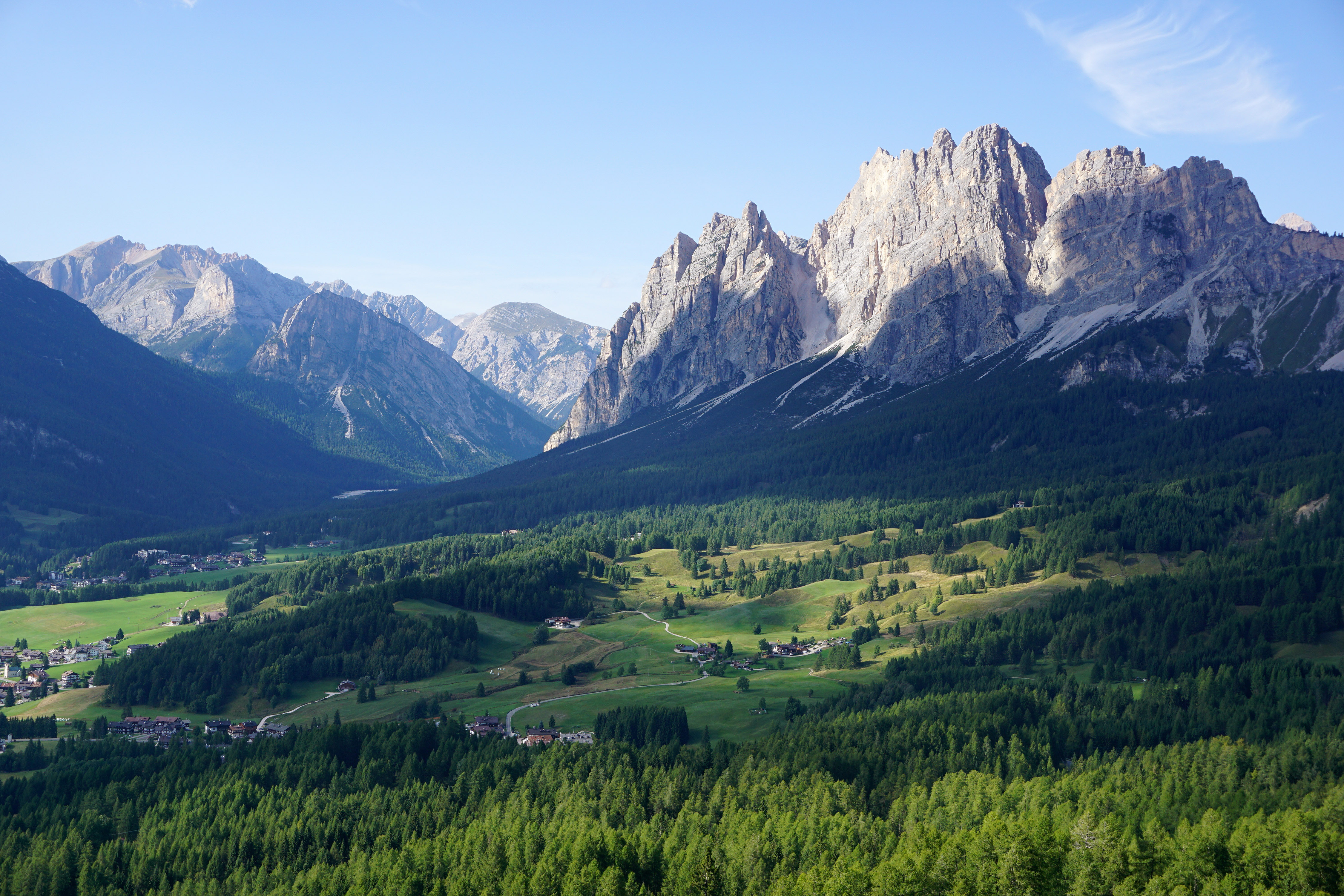

波馬加尼翁山（義大利語：Pomagagnon），是意大利的山峰，位於該國北部，由貝盧諾省負責管轄，屬於克里斯塔洛山的一部分，海拔高度2,450米，每年平均降雨量1,874毫米。